# Lagynochthonius laoxueyanensis
Espèce
Lagynochthonius laoxueyanensis est une espèce de pseudoscorpions de la famille des Chthoniidae.

## Distribution
Cette espèce est endémique du Yunnan en Chine. Elle se rencontre dans le xian de Yanshan dans la grotte Laoxueyan.

## Description
Le mâle holotype mesure 1,78 mm et les femelles de 2,00 à 2,05 mm.

## Étymologie
Son nom d'espèce, composé de laoxueyan et du suffixe latin -ensis, « qui vit dans, qui habite », lui a été donné en référence au lieu de sa découverte, la grotte Laoxueyan.

## Publication originale
- Hou, Gao & Zhang, 2022 : « Two new species of cave-adapted pseudoscorpions (Pseudoscorpiones, Chthoniidae) from Yunnan, China. » ZooKeys, no 1097, p. 65–83 (texte intégral).